# Tořič včelonosný
Tořič včelonosný (Ophrys apifera; synonyma: Ophrys insectifera var. andrachnites L., Ophrys chlorantha Hegetschw. et Heer, Arachnites apifera Tod.) je vytrvalá bylina z rodu tořič (Ophrys), která v České republice patří k chráněným druhům. Jiným českým pojmenováním je bezostrožka včelí (Sloboda 1852).

## Popis

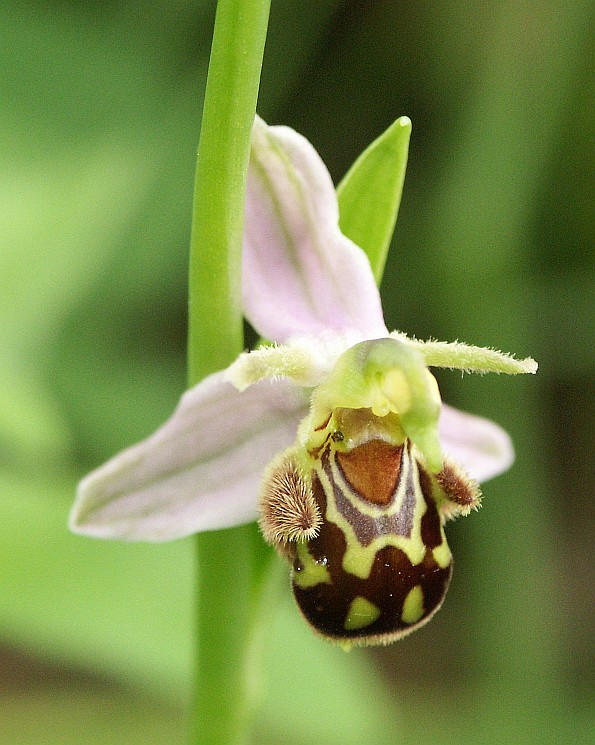
Detail květu tořiče včelonosného

Tořič včelonosný je vzpřímená rostlina dosahující 20-45 cm. Hlízy jsou malé a mají kulovitý tvar. Listy mají kopinatý tvar a směrem nahoru se postupně zmenšují. Maximálně dosahují délky 6-13 cm. Květenství je vzpřímené a nese jen 3-8 květů, které jsou nápadné svým zbarvením. Vnější okvětní listy jsou podlouhlé a mají růžovou až bílou barvu. Vnitřní okvětní listy jsou kratší, pysk je dlouhý 1-1,2 cm a má okrouhle vejčitý tvar a má tmavohnědou barvu. Plodem jsou válcovitě zelené tobolky. Tořič včelonosný kvete v období mezi květnem a červencem. Zajímavé je, že je to rostlina samosprašná i přesto, že má květy uzpůsobené k opylování hmyzem. To naznačuje, že se samoopylení vyvinulo jako sekundární jev.

## Stanoviště, rozšíření
Tořič včelonosný se vyskytuje na stanovištích od pahorkatin do podhůří a vyhledává slunné travnaté nebo křovinaté louky nebo světlé lesy. Roste na bazických a na živiny bohatých půdách. Nejvíce se tento druh tořiče vyskytuje ve Středomoří, nejseverněji se vyskytuje ve Velké Británii a v zemích Beneluxu. Východní hranice výskytu je mezi Kavkazem a Krymem. Do roku 1950 byl tento druh uváděn pouze ze Slovenska, ale v roce 1980 byl doložen i na území České republiky (roste jen na jižní či střední Moravě - v okolí Štramberka a Kurdějova a v Bílých Karpatech.V Čechách byl nalezen v Českém středohoří, v podhůří Krušných hor v Karlovarském kraji
a nejnověji i v Železných horách